# Richard H. Wilkinson
Richard H. Wilkinson (n. 1951) é um arqueólogo americano atuante no campo da egiptologia. É professor de Antropologia e professor regente de Arqueologia Egípcia na Universidade do Arizona, e dirige a expedição egípcia da instituição. Conduziu pesquisas e escavações no Egito por mais de 20 anos, especialmente no Vale dos Reis, e atualmente está escavando o templo memorial de Twosret, rainha da 19ª Dinastia que governou o país como um rei.
Wilkinson ocupou diversos cargos profissionais; é editor do Diretório de Egiptólogos Norte-Americanos, e editor do Journal of Ancient Egyptian Interconnections, uma publicação online que trata das interações entre o Antigo Egito e outras culturas do Oriente Médio e Mediterrâneo. É autor de oito livros e diversos artigos acadêmicos sobre o tema da egiptologia, e suas obras foram traduzidos para dezenove idiomas. Tornou-se célebre por seus estudos do simbolismo egípcio e por seu trabalho na arqueologia daquele país.